# Pelmatosilpha miranha
Pelmatosilpha miranha är en kackerlacksart som beskrevs av Rehn, J. A. G. 1930. Pelmatosilpha miranha ingår i släktet Pelmatosilpha och familjen storkackerlackor. Inga underarter finns listade i Catalogue of Life.